# Su Bingtian
Su Bingtian (en chinois, 苏炳添, en pinyin, Sū Bǐngtiān, né le 9 août 1989 à Zhongshan) est un athlète chinois, spécialiste des épreuves de sprint.
Vice-champion du monde en salle du 60 m à Birmingham en 2018 en battant le record d'Asie de la discipline en 6 s 42, il égale à deux reprises, en juin 2018, le record d'Asie du 100 m de Femi Ogunode en 9 s 91 et remporte le titre des Jeux asiatiques de 2018 en 9 s 92, record des Jeux.
En 2021, aux Jeux olympiques du Japon, il se qualifie en finale du 100m, une première pour un Asiatique depuis 1932, en battant le record d'Asie en 9 s 83, et devient médaillé de bronze au relais 4 × 100 mètres.

## Carrière

### Débuts
Né dans une zone rurale à Zhongshan, dans le Guandong, d'un père gardien de nuit dans une usine et d'une mère femme de ménage pour aider aux dépenses de la famille, Su Bingtian commence l'athlétisme à l'école en 2003. Ne venant pas d'une famille sportive (six de ses cousins ont fait de l'athlétisme), il est le seul à avoir émergé au niveau national et mondial. En 2006, il rencontre Yuan Guoqiang, premier détenteur du record national lors du passage au chrono électrique (10 s 52) qui deviendra, et qui est toujours, son entraineur. Cette année-là, Bingtian signe 10 s 59 sur 100 m et 21 s 50 sur 200 m. En 2007, il porte son record à 10 s 45 (+ 0,6 m/s) puis à 10 s 41 (+ 0,2 m/s) en 2008.
En 2009, il réalise 6 s 66 sur 60 m en salle. Le 15 mai, il remporte à Yulin son premier titre de champion de Chine, grâce à un nouveau record personnel en 10 s 28 (- 0,4 m/s). Cette performance le sélectionne pour participer aux championnats d'Asie de Canton avec le relais 4 x 100 m, où il décroche sa première médaille internationale avec l'argent en 39 s 07, derrière l'équipe du Japon (39 s 01). En fin de saison, il est sacré sur la distance reine aux Jeux d'Asie de l'Est en 10 s 33, puis remporte la médaille de bronze au relais 4 x 100 m (39 s 86).
En 2010, il ne fait pas mieux que 10 s 32 sur 100 m. Aux Championnats de Chine, il ne conserve pas son titre acquis l'année précédente et ne termine qu'à une modeste 5e place en 10 s 39. Néanmoins, il fait partie de l'équipe du relais 4 x 100 m des Jeux asiatiques de Canton qui remporte le titre en 38 s 78, nouveau record de Chine.

### 2011: champion d'Asie sur 100 m
Lors des 19es Championnats d'Asie d'athlétisme qui se déroulaient du 7 au 10 juillet 2011 au Stade du Mémorial de l'Universiade de Kobe, Su Bingtian remporte son premier titre continental sur 100 m en 10 s 21 (+ 1,8 m/s), nouveau record personnel. Il confirme cette performance par une médaille de bronze sur la distance, en 10 s 27, à l'Universiade de 2011, derrière le Jamaïcain Jak Ali Harvey (10 s 14) et le Lituanien Rytis Sakalauskas (10 s 14). Début septembre, il se rend à ses premiers championnats du monde, à Daegu, où il participe au relais 4 x 100 m : l'équipe de Chine ne se qualifie pas pour la finale, terminant 6e de sa série en 38 s 87. Quatre jours plus tard, il retrouve le titre national du 100 m en 10 s 16 (+ 0,7 m/s), nouveau record de Chine.

### 2012: records de Chine sur 100 m et 4 x 100 m

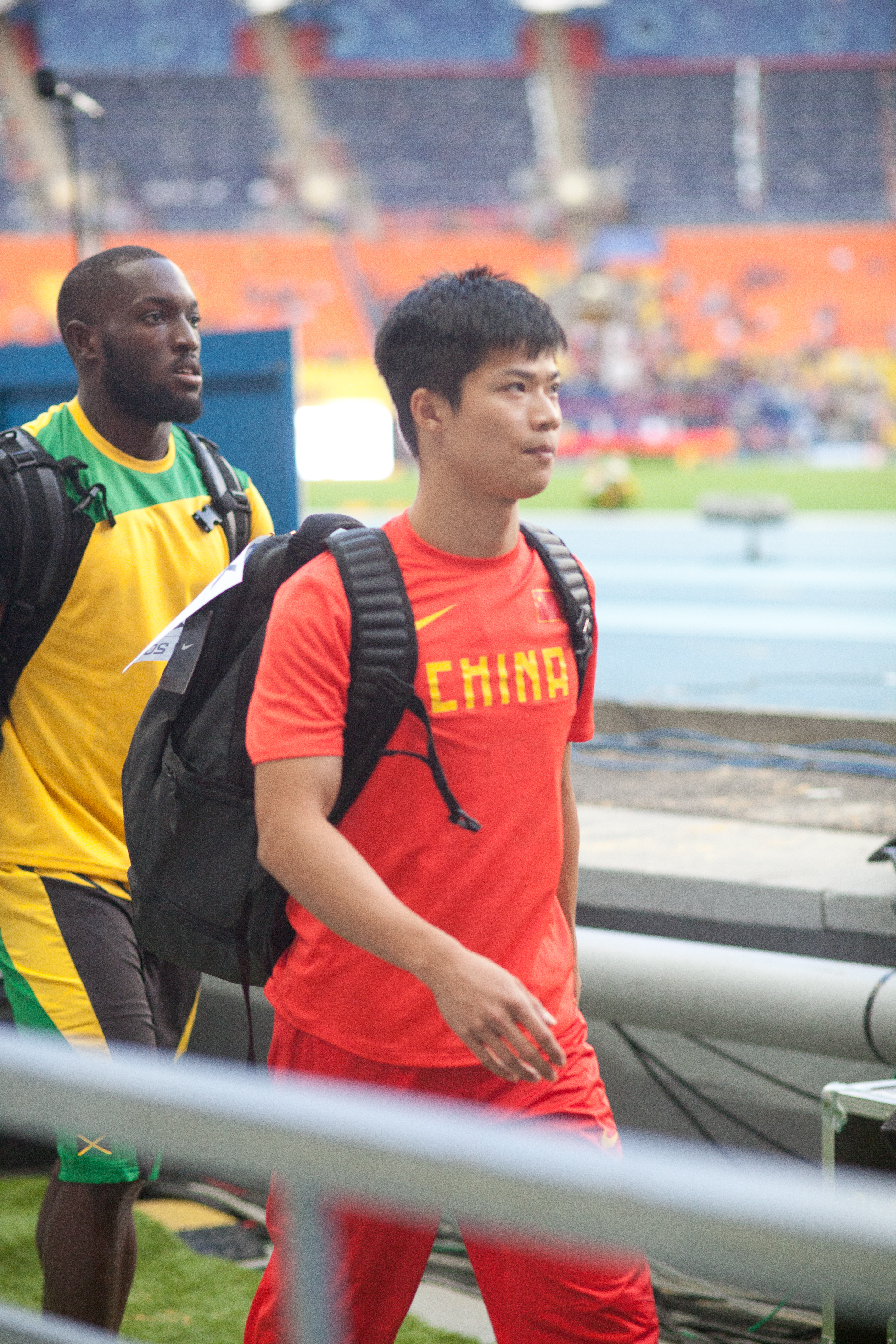
Su Bingtian lors des demi-finales des Championnats du monde de Moscou en 2013, course où il sera juste après disqualifié pour faux-départ.

En mars 2012, il participe aux championnats du monde en salle d'Istanbul : 3e de sa série en 6 s 84, il se qualifie pour les demi-finales, mais échoue à entrer en finale. Il réalise un modeste temps de 6 s 74, terminant seulement 5e.
Dimanche 6 mai 2012, pour sa rentrée estivale, il remporte le 100 m (vent: +2,9 m) de la réunion de Kawasaki en 10 s 04 devant Mike Rodgers (10 s 05) et Kim Collins (10 s 07). Le 5 août 2012, il est éliminé en demi-finale des Jeux olympiques de Londres sur 100 m en 10 s 28 (+ 1,0 m/s), après avoir signé 10 s 19 en séries (+ 1,3 m/s). Avec le relais 4 × 100 m, 5 jours plus tard, il porte le record de Chine à 38 s 38 avec ses coéquipiers Guo Fan, Liang Jiahong et Zhang Peimeng. Malheureusement, l'équipe ne décroche pas sa place en finale pour 8 centièmes. Il remporte en fin de saison un nouveau titre national sur 100 m, en 10 s 21.
Le 6 mars 2013, à Nankin, Su établit un record de Chine du 60 m en 6 s 55. Le 21 mai, il termine 3e du World Challenge de Pékin et établit à cette occasion un record de Chine de la distance en 10 s 06 (+ 0,1 m/s). Le 4 juillet suivant, il conserve son titre de champion d'Asie en s'imposant en 10 s 17 et décroche également le bronze avec le relais (39 s 17). Aux championnats du monde de Moscou, alors qu'il peut prétendre à une place en finale, Su Bingtian est disqualifié pour faux-départ en demi-finale. Moins de chance, le relais chinois est éliminé dès les séries, réalisant 38 s 95. Néanmoins, le 9 octobre 2013, il défend son titre des Jeux de l'Asie de l'Est sur 100 m en 10 s 31, crédité du même temps que le Japonais Ryōta Yamagata, 2e. Il remporte avec le relais 4 x 100 m une nouvelle médaille de bronze en 39 s 19.
Lors de la saison hivernale 2014, le Chinois arrive aux championnats du monde en salle de Sopot : il remporte sa série le 7 mars en 6 s 58, avant de terminer le lendemain à la 3e place de sa demi-finale en 6 s 57, temps lui permettant d'être repêché pour la finale. Lors de cette finale, se déroulant le même jour, Su Bingtian établit nouveau record de Chine en 6 s 52, mais échoue au pied du podium, départagé aux millièmes de seconde pour la médaille de bronze avec le Qatari Femi Ogunode.
Sa saison estivale est en deçà de ses espérances : son meilleur temps de la saison se situe à 10 s 15, réalisé à Hengelo et à Nancy. Néanmoins, en fin de saison, il décroche la médaille d'argent des Jeux asiatiques en 10 s 10, meilleur temps de la saison puis établit un nouveau record d'Asie avec ses compatriotes lors du relais 4 x 100 m, en 37 s 99, devenant la première nation asiatique à descendre sous les 38 secondes.

### 2015: barrière des 10 secondes

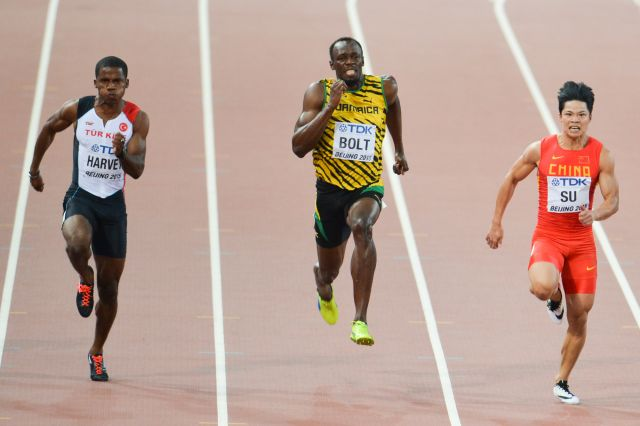
Su Bingtian lors des demi-finales des Championnats du monde de Pékin en 2015, où il mène en tête à mi-course. Jak Ali Harvey (gauche) et Usain Bolt (centre).

Le 10 mai 2015, Su Bingtian réalise sa rentrée estivale au Kawasaki Golden Grand Prix où il termine 3e de la course en 10 s 10 (- 0,1 m/s). Dix jours plus tard, lors du World Challenge de Pékin, il égale son record personnel de 10 s 06, avec un vent légèrement favorable de 0,2 m/s.
Mais c'est le 30 mai que le sprinteur de 25 ans entre dans l'histoire : lors du Prefontaine Classic de Eugene, étape de la ligue de diamant, Su Bingtian devient le premier chinois et 99e homme de l'histoire à casser la barrière des dix secondes au 100 m, en établissant le temps de 9 s 99 (+ 1,5 m/s), pour prendre la 3e place de la course. Il s'agit logiquement d'un nouveau record de Chine, anciennement détenu par Zhang Peimeng depuis 2013 avec 10 s 00. Il devient à cette occasion le second sprinteur le plus rapide d'Asie, derrière les 9 s 93 du Qatari Femi Ogunode (2014).
Faisant l'impasse sur le 100 m lors des Championnats d'Asie de Wuhan pour se concentrer uniquement sur le relais, Bingtian décroche le titre continental avec son équipe en 39 s 04.
Au mois d'août suivant, les championnats du monde de Pékin sont la priorité pour le Chinois, d'autant plus que son pays accueille l'événement. L'objectif pour lui est d'entrer en finale. Lors de la demi-finale, Bingtian prend un excellent départ et termine 3e de la course en 9 s 99, égalant son propre record de Chine et est ainsi repêché pour la finale, devenant le premier athlète asiatique à atteindre la finale du 100 m. Lors de la finale, il termine 9e en 10 s 06, finale remportée par Usain Bolt en 9 s 79 devant Justin Gatlin (9 s 80) et Andre De Grasse et Trayvon Bromell pour la médaille de bronze en 9 s 91, avec un mauvais temps de réaction (0,175). Le 29 août, le jour de son anniversaire, Su Bingtian et ses coéquipiers font la fierté de leur pays lorsqu'ils deviennent vice-champion du monde du relais 4 x 100 m en 37 s 92, record d'Asie, derrière l'équipe de Jamaïque (37 s 36).

### 2016: quatrième des championnats du monde en salle et des Jeux olympiques

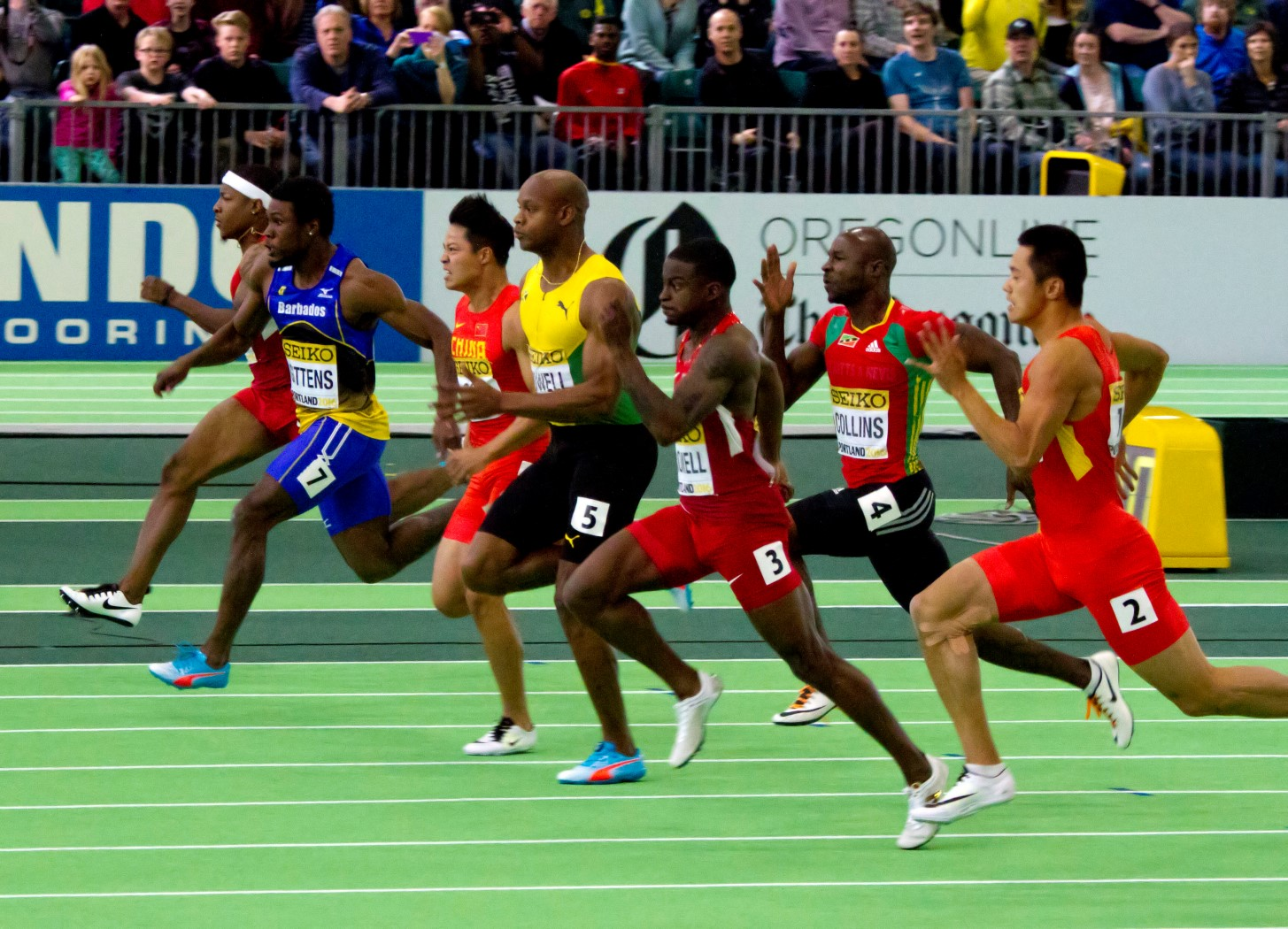
Su Bingtian (troisième à gauche), lors de la finale du 60 m des mondiaux en salle de Portland en 2016, où il se classe cinquième.

Le 20 février 2016, Su Bingtian commence sa saison hivernale, à l'occasion des Millrose Games de New York, où il se classe 2e du 60 m en 6 s 62. Une semaine plus tard, à Staten Island, il se rapproche de son record personnel en s'imposant en 6 s 53.
Le Chinois arrive donc aux championnats du monde en salle de Portland avec des ambitions, mais aussi une blessure au genou. Le matin du 18 mars, Bingtian remporte aisément sa série en 6 s 64. En demi-finale, il termine 2e de la course derrière Asafa Powell (6 s 44, meilleure performance mondiale de l'année), en battant le record d'Asie de la distance en 6 s 50 m, améliorant d'un centième le record détenu depuis 2014 par le Qatarien Tosin Ogunode. En finale, il se classe 5e en 6 s 54, à seulement trois centièmes de la médaille de bronze remportée par le Barbadien Ramon Gittens.
Le 14 mai, le relais chinois remporte le 4 x 100 m du Shanghai Golden Grand Prix, étape de la ligue de diamant, en 38 s 71. Quatre jours plus tard, lors du World Challenge de Pékin, l'équipe composée de Yang Yang, Xie Zhenye, Su Bingtian et Zhang Peimeng améliore ce chrono à 38 s 21, la seconde meilleure performance mondiale de l'année. Le 28 mai, pour sa seule sortie avant les Jeux olympiques, Su Bingtian termine 7e en 10 s 04, temps non-homologable à cause d'un vent trop élevé (+ 2,4 m/s).
Lors des Jeux olympiques de Rio, il commence la compétition par le 100 m. Auteur de 10 s 17 en séries (3e place), il rejoint les demi-finales, mais ne parvient pas à intégrer la finale olympique, ne terminant qu'à la 4e place en 10 s 08. Au relais, l'équipe de Chine établit en séries un nouveau record d'Asie en 37 s 82 mais celui-ci ne restera que quelques minutes car l'équipe du Japon établit 37 s 68 dans la course suivante. En finale, les Chinois vice-champions du monde en titre ne prennent que la 4e place en 37 s 90, laissant la Jamaïque s'imposer en 37 s 27 devant les Japonais (37 s 60, record d'Asie une nouvelle fois) et les Canadiens (37 s 64, record national).

### 2017:8eaux championnats du monde sur 100 m

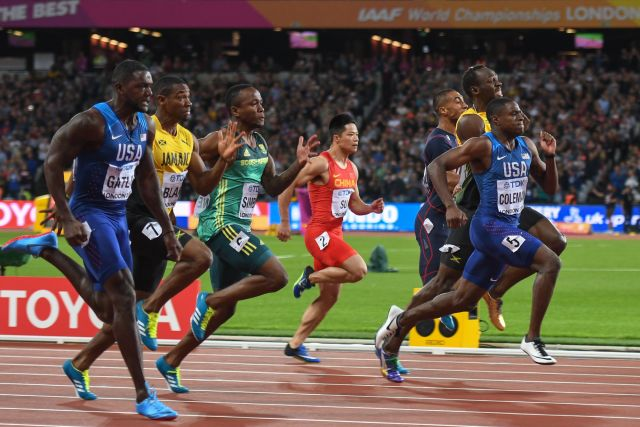
Su Bingtian (centre, en rouge) lors de la finale du 100 m des mondiaux de Londres en 2017.

Faisant l'impasse sur la saison hivernale, Su Bingtian aborde la saison estivale par une compétition locale, à Clermont, aux États-Unis, le 15 avril. En séries, il descend déjà sous les 10 secondes, en 9 s 98, malgré un vent trop généreux (+ 4,1 m/s). En revanche, en finale, il ne réalise que 10 s 13, là encore trop venté (+ 3,2 m/s). La semaine suivante, à Nassau (Bahamas), Su Bingtian et ses coéquipiers remportent la médaille de bronze des relais mondiaux de l'IAAF en 39 s 22, derrière l'équipe des États-Unis (38 s 43) et la Barbade (39 s 17).
Le 13 mai 2017, pour sa rentrée en plein air, Su Bingtian s'impose au Shanghai Golden Grand Prix en 10 s 09, battant l'Américain Mike Rodgers (10 s 13), le finaliste olympique Ivoirien Ben Youssef Méité (10 s 15) ou encore le champion du monde 2003 Kim Collins (10 s 30). Deux semaines plus tard, lors du Prefontaine Classic de Eugene où il avait établi son record de Chine en 2015, le Chinois termine 2e de la course en 9 s 92 derrière Ronnie Baker (9 s 86) mais ne peut être homologué à cause d'un vent supérieur à la limite autorisée (+ 2,4 m/s).
Il termine ensuite 4e de l'étape de Rabat (10 s 19) et 5e de celle de Monaco (10 s 06), sur le circuit de la ligue de diamant. Dans la cité monégasque, le relais chinois s'aligne également sur 4 x 100 m et termine 2e en 38 s 19, leur meilleur temps de l'année.
Le 4 août, il participe aux séries du 100 m des championnats du monde de Londres : il remporte la course en 10 s 03, réalisant son meilleur temps de la saison. Le lendemain, il se classe 3e de sa demi-finale en 10 s 10 : ce temps lui permet d'accéder à sa seconde finale consécutive après Pékin en 2015. Il termine 8e en 10 s 27, loin du podium complété par les Américains Justin Gatlin (9 s 92), Christian Coleman (9 s 94) et le Jamaïcain Usain Bolt (9 s 95). Sur le relais 4 x 100 m, l'équipe chinoise échoue au pied du podium en 38 s 34. Su Bingtian déclare alors que s'ils ont perdu la médaille, c'est à cause du sprinteur britannique Adam Gemili qui lui a donné un coup intentionnel à la tête.
Le 3 septembre, il termine deuxième des Jeux nationaux en 10 s 10, battu par Xie Zhenye (10 s 04).

### 2018: vice-champion du monde en salle du 60 m, records d'Asie

#### Records d'Asie et vice-champion du monde en salle du 60 m

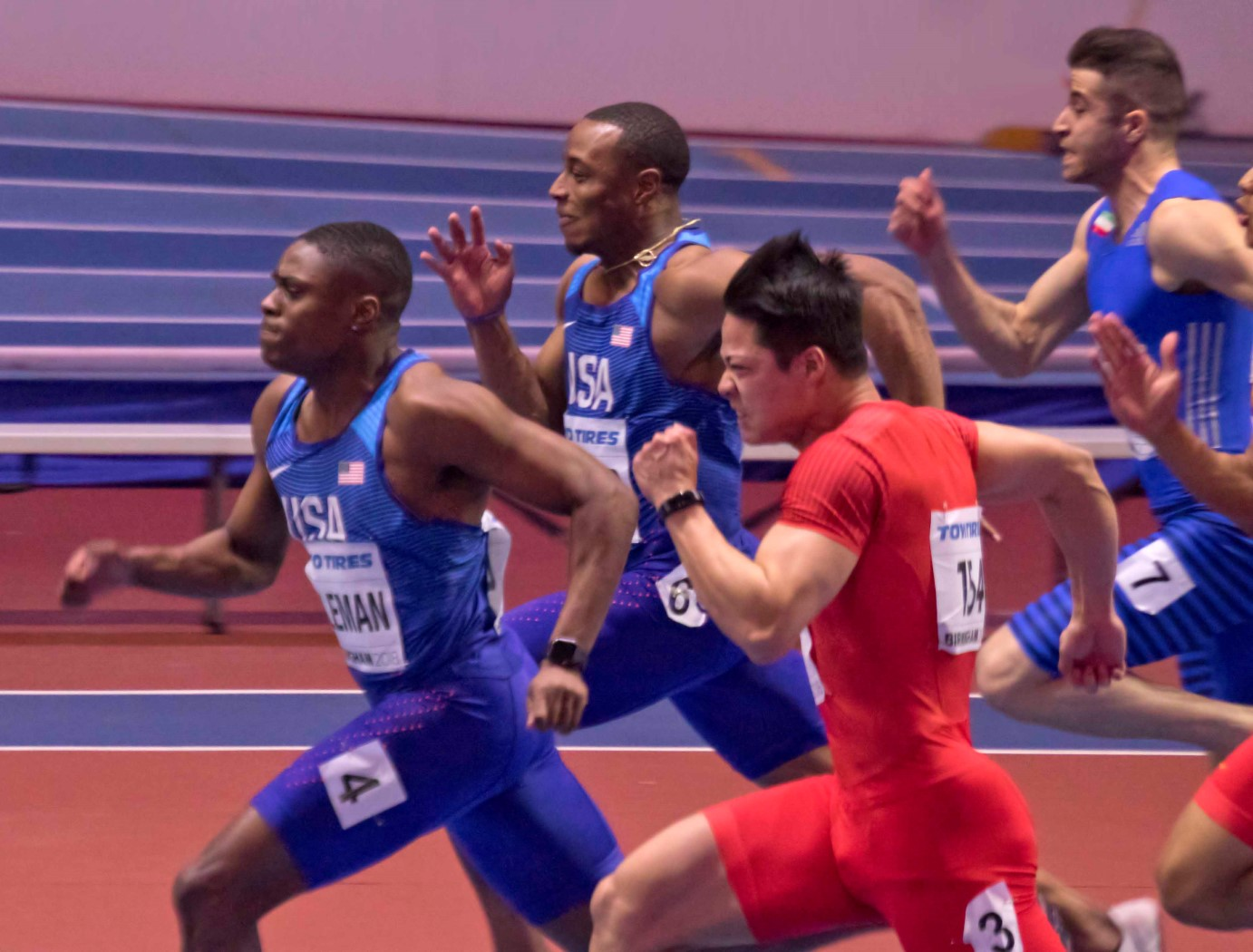
Christian Coleman (gauche), Su Bingtian (rouge), Ronnie Baker (centre) et Hassan Taftian (droite) lors de la finale des championnats du monde en salle de Birmingham.

Su Bingtian décide de faire la saison hivernale 2018, avec en ligne de mire les championnats du monde en salle à Birmingham. Pour sa première sortie de la saison à Berlin, le 26 janvier, il sort victorieux de la finale du 60 m en 6 s 55, devant l'Italien Filippo Tortu (6 s 62) et le Kitititien Kim Collins (6 s 64).
Le 3 février, il prend part au 60 m du meeting de Karlsruhe. Il remporte sa série en 6 s 53, son meilleur temps de la saison. En finale, il prend un excellent départ pour se détacher de ses adversaires et remporter la course en 6 s 47, améliorant ainsi son propre record d'Asie en salle, et réalisant la seconde meilleure performance mondiale de l'année. Trois jours plus tard, toujours pour le circuit mondial en salle de l'IAAF, Su Bingtian remporte la finale du meeting de Düsseldorf en améliorant une nouvelle fois son record d'Asie, en 6 s 43. Il devient à cette occasion le 5e meilleur performeur mondial de l'histoire, derrière Christian Coleman (6 s 37), Maurice Greene (6 s 39), Andre Cason (6 s 41) et Dwain Chambers (6 s 42).
Le 25 février, Su Bingtian s'impose lors de la dernière étape du circuit mondial en salle de l'IAAF à Glasgow en 6 s 50, devant Mike Rodgers (6 s 54), et s'adjuge ainsi la victoire au classement général. Il remporte 20 000 dollars ainsi qu'une sélection automatique aux mondiaux en salle, où il était déjà qualifié.
Aux championnats du monde en salle de Birmingham, dont il est l'un des favoris, Su Bingtian remporte sa série facilement en 6 s 59 et sa demi-finale en 6 s 52, rejoignant ainsi pour la troisième fois consécutive la finale. En finale, le Chinois prend un bon départ, mais pas mieux que l'Américain Christian Coleman, le tout juste nouveau détenteur du record du monde (6 s 34), qui s'impose en 6 s 37 et remporte la médaille d'or. Su Bingtian reste proche de lui et termine 2e en 6 s 42, son troisième record d'Asie du 60 m de l'hiver. Premier chinois de l'histoire médaillé sur le sprint, il devient à cette occasion le 5e meilleur performeur mondial de tous les temps. L'autre américain, Ronnie Baker, décroche le bronze en 6 s 44.

#### Record d'Asie égalé du 100 m
Su Bingtian ouvre sa saison estivale le 12 mai, à l'occasion du Shanghai Golden Grand Prix, deuxième étape de la ligue de diamant, après avoir déclaré forfait d'une compétition à Hong Kong, à cause d'une blessure mineure au pied. Sous des conditions météorologiques désastreuses, il prend un excellent départ (couloir 5) pour mener les 90 mètres de la course, avant de se faire doubler sur la ligne d'arrivée par le Reece Prescod, couloir 9. Pensant être vainqueur en 10 s 05, il est finalement devancé par le britannique d'un centième.
Le 19 juin, à Montreuil, Xie Zhenye améliore le record de Chine du 100 m de Bingtian, en 9 s 97. Trois jours plus tard, le vice-champion du monde du 60 m répond de la plus belle des manières à l'occasion du meeting de Madrid : auteur de son meilleur temps de la saison en série en 10 s 04, juste derrière Filippo Tortu, même temps, Su remporte cette fois assez nettement, devant son adversaire, la finale avec un vent légèrement favorable (+ 0,2 m/s) dans le temps de 9 s 91, égalant même le record d'Asie du Qatarien Femi Ogunode, datant de 2015 et 2016,. Il s'agit ainsi de la seconde meilleure performance mondiale de l'année, derrière l'Américain Mike Rodgers, auteur la veille de 9 s 89.
Le 30 juin, lors du Meeting de Paris, Su Bingtian égale son record d'Asie du 100 m en terminant 3e de la course en 9 s 91 (+ 0,8 m/s) derrière l'Américain Ronnie Baker (9 s 88, MPMA) et le Français Jimmy Vicaut (9 s 91, EL).
Lors des Jeux asiatiques de Jakarta, le 26 août 2018, Su Bingtian remporte la finale du 100 m en 9 s 92 (+ 0,8 m/s) et bat le record des Jeux détenu depuis 2014 par Femi Ogunode en 9 s 93. À 29 ans, le sprinteur chinois remporte son premier titre international majeur en individuel. Il devance sur le podium le Qatarien Tosin Ogunode (10 s 00) et le Japonais Ryōta Yamagata (10 s 00). En fin de compétition, le 30 août, Su et ses coéquipiers du relais 4 x 100 m décroche une décevante médaille de bronze lors de la finale en 38 s 89, derrière l'équipe du Japon (38 s 16) et d'Indonésie (38 s 77).

### 2019
Le 16 février 2019, à Birmingham, Su établit la meilleure performance mondiale de l'année en 6 s 47, améliorant la précédente marque de 6 s 51 détenue par Grant Holloway.

### 2021
En 2021, aux Jeux olympiques de Tokyo il se qualifie en finale du 100 m, une première pour un Asiatique depuis le Japonais Takayoshi Yoshioka aux JO de 1932, en battant le record d'Asie en 9 s 83. Il termine 6e en 9 s 98 en finale.
Avec ses coéquipiers Tang Xingqiang, Xie Zhenye et Wu Zhiqiang, il remporte la médaille de bronze au 4 × 100 m.

### 2023
Le 12 juin, il annonce déclarer forfait pour la saison 2023, à la suite d'ennuis de santé, et vise désormais les Jeux olympiques de Paris 2024.
Le 5 juillet 2024, il déclare forfait pour les Jeux olympiques de Paris.

## Récompenses
- Award de la meilleure progression 2016 lors de la Cérémonie des Awards du sport de la Télévision centrale de Chine (2016).

## Vie privée
Le 10 octobre 2017 à Zhongshan, il se marie avec sa compagne de longue date, Lin Yanfang,. Ils se connaissent depuis 2002, année de ses 13 ans, et ont étudié et grandi ensemble dans cette même ville. Le 11 juillet 2018, Lin Yanfang accouche à Shenzhen de leur premier enfant, un garçon.

## Palmarès

### International
| Date | Compétition                        | Lieu                               | Résultat | Épreuve   | Temps   |
| ---- | ---------------------------------- | ---------------------------------- | -------- | --------- | ------- |
| 2009 | Jeux asiatiques en salle           | Hanoï                              | 1er      | 60 m      | 6 s 65  |
| 2009 | Championnats d'Asie                | Canton                             | 2e       | 4 × 100 m | 39 s 07 |
| 2009 | Jeux de l'Asie de l'Est            | Hong Kong                          | 1er      | 100 m     | 10 s 33 |
| 2009 | Jeux de l'Asie de l'Est            | Hong Kong                          | 3e       | 4 × 100 m | 39 s 86 |
| 2010 | Jeux asiatiques                    | Canton                             | 1er      | 4 × 100 m | 38 s 78 |
| 2011 | Championnats d'Asie                | Kobe                               | 1er      | 100 m     | 10 s 21 |
| 2011 | Championnats d'Asie                | Kobe                               | 4e       | 4 × 100 m | 39 s 33 |
| 2011 | Universiade                        | Shenzhen                           | 3e       | 100 m     | 10 s 27 |
| 2013 | Championnats d'Asie                | Pune                               | 1er      | 100 m     | 10 s 17 |
| 2013 | Championnats d'Asie                | Pune                               | 3e       | 4 × 100 m | 39 s 17 |
| 2013 | Jeux de l'Asie de l'Est            | Tianjin                            | 1er      | 100 m     | 10 s 31 |
| 2013 | Jeux de l'Asie de l'Est            | Tianjin                            | 3e       | 4 × 100 m | 39 s 19 |
| 2014 | Championnats du monde en salle     | Sopot                              | 4e       | 60 m      | 6 s 52  |
| 2014 | Jeux asiatiques                    | Incheon                            | 2e       | 100 m     | 10 s 10 |
| 2014 | Jeux asiatiques                    | Incheon                            | 1er      | 4 × 100 m | 37 s 99 |
| 2015 | Championnats d'Asie                | Wuhan                              | 1er      | 4 × 100 m | 39 s 04 |
| 2015 | Championnats du monde              | Pékin                              | 9e       | 100 m     | 10 s 06 |
| 2015 | Championnats du monde              | Pékin                              | 2e       | 4 × 100 m | 38 s 01 |
| 2016 | Championnats du monde en salle     | Portland                           | 5e       | 60 m      | 6 s 54  |
| 2016 | Jeux olympiques                    | Rio de Janeiro                     | 4e       | 4 × 100 m | 37 s 90 |
| 2017 | Relais mondiaux de l'IAAF          | Nassau                             | 3e       | 4 × 100 m | 39 s 22 |
| 2017 | Championnats du monde              | Londres                            | 8e       | 100 m     | 10 s 27 |
| 2017 | Championnats du monde              | Londres                            | 4e       | 4 x 100 m | 38 s 34 |
| 2018 | Championnats du monde en salle     | Birmingham                         | 2e       | 60 m      | 6 s 42  |
| 2018 | Circuit mondial en salle de l'IAAF | Circuit mondial en salle de l'IAAF | 1er      | 60 m      | détails |
| 2018 | Jeux asiatiques                    | Jakarta                            | 1er      | 100 m     | 9 s 92  |
| 2018 | Jeux asiatiques                    | Jakarta                            | 3e       | 4 × 100 m | 38 s 89 |
| 2018 | Coupe continentale                 | Ostrava                            | 2e       | 100 m     | 10 s 03 |
| 2019 | Relais mondiaux de l'IAAF          | Yokohama                           | 4e       | 4 x 100 m | 38 s 16 |
| 2019 | Championnats du monde              | Doha                               | 6e       | 4 x 100 m | 38 s 07 |
| 2021 | Jeux olympiques                    | Tokyo                              | 6e       | 100 m     | 9 s 98  |
| 2021 | Jeux olympiques                    | Tokyo                              | 3e       | 4 × 100 m | 37 s 79 |

### National
| Date | Compétition             | Lieu         | Résultat | Épreuve   | Temps   |
| ---- | ----------------------- | ------------ | -------- | --------- | ------- |
| 2008 | Championnats de Chine   | Shijiazhuang | 4e       | 100 m     | 10 s 41 |
| 2009 | Championnats de Chine   | Yulin        | 1er      | 100 m     | 10 s 28 |
| 2009 | Jeux nationaux de Chine | Jinan        | 6e       | 100 m     | 10 s 52 |
| 2010 | Championnats de Chine   | Jinan        | 5e       | 100 m     | 10 s 39 |
| 2011 | Championnats de Chine   | Hafei        | 1er      | 100 m     | 10 s 16 |
| 2012 | Championnats de Chine   | Kunshan      | 1er      | 100 m     | 10 s 21 |
| 2013 | Jeux nationaux de Chine | Shenyang     | 2e       | 100 m     | 10 s 12 |
| 2013 | Jeux nationaux de Chine | Shenyang     | 1er      | 4 x 100 m | 38 s 73 |
| 2014 | Championnats de Chine   | Suzhou       | 2e       | 100 m     | 10 s 45 |
| 2017 | Jeux nationaux de Chine | Tianjin      | 2e       | 100 m     | 10 s 10 |
| 2017 | Jeux nationaux de Chine | Tianjin      | 1er      | 4 x 100 m | 38 s 16 |
| 2021 | Championnats de Chine   | Shaoxing     | 1er      | 100 m     | 9 s 98  |
| 2021 | Jeux nationaux de Chine | Xi'an        | 1er      | 100 m     | 9 s 95  |

## Records
| Épreuve   | Épreuve   | Temps        | Lieu              | Date           |
| --------- | --------- | ------------ | ----------------- | -------------- |
| 60 m      | En salle  | 6 s 42 (AR)  | Birmingham        | 3 mars 2018    |
| 100 m     | Plein air | 9 s 83 (AR)  | Tokyo             | 1er août 2021  |
| 200 m     | Plein air | 21 s 15      | La Chaux-de-Fonds | 21 août 2019   |
| 4 x 100 m | Plein air | 37 s 79 (NR) | Doha              | 4 octobre 2019 |